# Kamala Khan
Kamala Khan é uma personagem fictícia da editora Marvel Comics, a atual Ms. Marvel.
Criada pelos editores Sana Amanat e Stephen Wacker, a roteirista G. Willow Wilson e os artistas Adrian Alphona e Jamie McKelvie, foi a primeira personagem muçulmana da Marvel a estrear seu próprio gibi. A personagem fez sua primeira aparição em Captain Marvel # 14 (agosto de 2013), antes de estrelar a série solo Ms. Marvel, em fevereiro de 2014.
O primeiro volume de Ms. Marvel No Normal ganhou o Prêmio Hugo de melhor História em Quadrinhos em 2015.
Iman Vellani interpreta Khan na série Ms. Marvel (2021), do Disney+  e no filme The Marvels (2022).

## Biografia
Kamala Khan era uma adolescente americana de origem paquistanesa nascida em Jersey City, New Jersey. Fã de super-heróis, em especial da Capitã Marvel, quando em uma noite em que ia encontrar colegas no rio Hudson contra o desejo dos pais, foi atingida pela névoa Terrigen, responsável pela criação dos Inumanos. Quando acordou, possuía superpoderes, que acabaria usando para salvar uma colega que caiu no rio. Vendo que agora podia ser uma heroína como sua ídola, adotou o antigo codinome da Capitã, Miss Marvel, e criou um uniforme a partir de um burquíni, que mais tarde seu amigo Bruno Carelli recriou com uma "super gosma" que permitia o traje mudar junto com as transformações físicas de Kamala.
É a personagem mais nova da Marvel Comics a fazer parte de mais de cinco equipes.

## Criação
Criada pelos editores Sana Amanat e Stephen Wacker, pela roteirista G. Willow Wilson, e pelos artistas Adrian Alphona e Jamie McKelvie, Khan é a primeira personagem muçulmana da Marvel a encabeçar o seu próprio título de história em quadrinhos. Khan fez sua primeira aparição em Captain Marvel #14 (agosto de 2013) antes de estrear na série solo 'Ms. Marvel', que estreou em fevereiro de 2014..

## Importância fora dos quadrinhos
Além de se tornar um fenômeno representativo para leitores de quadrinhos muçulmanos, paquistaneses e diversas pessoas do sul-asiático, a revista solo da Miss Marvel foi um dos fatores responsáveis pela inclusão de uma palavra no dicionário americano. Se trata do termo "embiggen", uma palavra usada como bordão da personagem para quando seus poderes, que incluem o aumento da forma corporal, são ativados. O termo foi criado originalmente na série de TV Os Simpsons, em 1996, mas só foi popularizado novamente na cultura pop na revista Ms. Marvel Volume 3, entre 2014 e 2015. Foi primeiramente incluído pela Merriam-Webster Dictionary em 2018, e logo após pelo site Dictionary.com em 2021, em um período próximo ao anúncio da série live-action.

## Poderes e Habilidades
Nos quadrinhos, Kamala possuía a capacidade de esticar e aumentar qualquer parte de seu corpo, e ligado à elasticidade do seu corpo, possui metamorfose limitada, podendo alterar a aparência de suas roupas e cabelos.
Após a série Ms. Marvel (2022) apresentar uma versão de Kamala com poderes diferentes dos originais, no caso a habilidade de lançar rajadas e construir figuras de energia cósmica, os quadrinhos revelaram que Kamala tinha uma mutação latente, e após a personagem morrer e ser ressuscitada, despertou tendo também os poderes energéticos da versão do Universo Cinematográfico Marvel.

## Edições
Coleção Nova Marvel Deluxe
| Título                                                     | Material coletado                                        | Data de publicação | Ref.   |
| ---------------------------------------------------------- | -------------------------------------------------------- | ------------------ | ------ |
| Ms. Marvel Volume 1: Nada Normal                           | Ms. Marvel vol. 3 #1–5, All-New Marvel NOW! Point One    | 01 dezembro 2016   | [ 14 ] |
| Ms. Marvel Volume 2: Questões mil                          | Ms. Marvel vol. 3 #6–11                                  | 01 julho 2016      | [ 15 ] |
| Ms. Marvel Volume 3: Apaixonada                            | Ms. Marvel vol. 3 #12–15, SHIELD #2                      | 01 março 2017      | [ 16 ] |
| Ms. Marvel Volume 4: Últimos dias                          | Ms. Marvel vol. 3 #16–19, Amazing Spider-Man vol. 3 #7–8 | 22 janeiro 2018    |        |
| Ms. Marvel Volume 5: Superfamosa                           | Ms. Marvel vol. 4 #1–6                                   | 01 abril 2018      | [ 17 ] |
| Ms. Marvel Volume 6: Guerra Civil II                       | Ms. Marvel vol. 4 #7–12                                  | 01 maio 2018       | [ 18 ] |
| Ms. Marvel Volume 7: Danos por segundo                     | Ms. Marvel vol. 4 #13–18                                 | 01 julho 2018      | [ 19 ] |
| Ms. Marvel Volume 8: Mecca                                 | Ms. Marvel vol. 4 #19–24                                 | 01 fevereiro 2019  |        |
| Ms. Marvel Volume 9: Devastação adolescente                | Ms. Marvel vol 4. #25–30                                 | 01 setembro 2019   | [ 20 ] |
| Ms. Marvel Volume 10: O Quociente                          | Ms. Marvel vol 4. #31–38                                 | 01 dezembro 2019   | [ 21 ] |
| A magnífica Ms. Marvel Volume 1: Predestinada              | Magnificent Ms. Marvel #1–6                              | 01 março 2020      | [ 22 ] |
| A magnífica Ms. Marvel Volume 2: Patrulheira da tempestade | Magnificent Ms. Marvel #7–12                             | 16 setembro 2020   | [ 23 ] |

Coleção Marvel Teens
| Title                  | Material collected                                                               | Publication date  | Ref.   |
| ---------------------- | -------------------------------------------------------------------------------- | ----------------- | ------ |
| Ms Marvel: Kamala Khan | Ms. Marvel vol. 3 #1–11, All-New Marvel NOW! Point One                           | 17 fevereiro 2021 | [ 24 ] |
| Ms Marvel: Metamorfose | Ms. Marvel vol. 3 #12–19, S.H.I.E.L.D. (2014) #2, Amazing Spider-Man (2014) #7–8 | 21 julho 2021     | [ 25 ] |

## Recepção

### Prêmios e indicações
| Ano  | Premiação                                     | Categoria                                     | Indicado                                                                                         | Resultado | Ref.   |
| ---- | --------------------------------------------- | --------------------------------------------- | ------------------------------------------------------------------------------------------------ | --------- | ------ |
| 2015 | Prêmio Hugo                                   | Melhor História em Quadrinhos                 | Ms. Marvel Volume 1: Nada Normal                                                                 | Venceu    | [ 26 ] |
| 2015 | Prêmio Eisner                                 | Nova série                                    | Ms. Marvel, by G. Willow Wilson & Adrian Alphona                                                 | Indicado  | [ 27 ] |
| 2015 | Prêmio Eisner                                 | Escritora                                     | G. Willow Wilson, Ms. Marvel                                                                     | Indicado  |        |
| 2015 | Prêmio Eisner                                 | Ilustrador                                    | Adrian Alphona, Ms. Marvel                                                                       | Indicado  |        |
| 2015 | Prêmio Eisner                                 | Artista                                       | Jamie McKelvie/Matthew Wilson, The Wicked + The Divine; Ms. Marvel                               | Indicado  |        |
| 2015 | Prêmio Eisner                                 | Letras                                        | Joe Caramagna, Ms. Marvel, Daredevil                                                             | Indicado  |        |
| 2015 | Harvey Award                                  | Nova série                                    | Ms. Marvel, Marvel Comics                                                                        | Indicado  | [ 28 ] |
| 2015 | Harvey Award                                  | Escritora                                     | G. Willow Wilson, Ms. Marvel, Marvel Comics                                                      | Indicado  |        |
| 2015 | Joe Shuster Award                             | Outstanding Artist                            | Adrian Alphona, Ms. Marvel                                                                       | Venceu    | [ 29 ] |
| 2015 | Dwayne McDuffie Award for Diversity in Comics | Dwayne McDuffie Award for Diversity in Comics | Ms. Marvel by G. Willow Wilson and Adrian Alphona                                                | Indicado  | [ 30 ] |
| 2016 | Angoulême International Comics Festival       | Série                                         | Ms. Marvel, por Adrian Alphona e G. Willow Wilson                                                | Venceu    | [ 31 ] |
| 2016 | Prêmio Eisner                                 | Escritora                                     | G. Willow Wilson, Ms. Marvel                                                                     | Indicado  | [ 32 ] |
| 2016 | Harvey Award                                  | Escritora                                     | G. Willow Wilson, Ms. Marvel, Marvel Comics                                                      | Indicado  | [ 33 ] |
| 2016 | Dragon Award                                  | Melhor História em Quadrinhos                 | Ms. Marvel                                                                                       | Venceu    | [ 34 ] |
| 2016 | Dwayne McDuffie Award for Diversity in Comics | Dwayne McDuffie Award for Diversity in Comics | Ms. Marvel por G. Willow Wilson e Adrian Alphona                                                 | Venceu    | [ 35 ] |
| 2019 | American Book Award                           | American Book Award                           | G. Willow Wilson (roteirista), Nico Leon (ilustrador), Ms. Marvel Vol. 9: Devastação adolescente | Venceu    | [ 36 ] |

## Em outras mídias

### Animação
- Khan fez sua estreia na televisão na série animada em Avengers Assemble, com a voz de Kathreen Khavari.[37][38][39] Ela é destaque na terceira temporada, intitulada Avengers: Ultron Revolution, primeiro como um cameo no episódio "The Inhuman Condition", antes de fazer uma aparição completa em "The Kids Are Alright".[40]
- Khan aparece em Spider-Man, no episódio "School of Hard Knocks", dublada por Kathreen Khavari.[37][41]
- Khan aparece nas animações da franquia Marvel Rising, dublada por Kathreen Khavari: Marvel Rising: Secret Warriors, Marvel Rising: Heart of Iron, e Marvel Rising: Heart of Iron.[42]

### Live-Action
- A série do Disney+ Ms. Marvel introduz Kamala Khan ao Universo Cinematográfico Marvel. Interpretada por Iman Vellani, Kamala na série é uma mutante que usa um bracelete alienígena para criar construções energéticas, incluindo membros estendidos similares aos da encarnação original.[43][44] A continuação de Captain Marvel, The Marvels, tem Kamala se unindo à ídola Carol Danvers.

### Jogos
- Khan é personagem jogável em Marvel Puzzle Quest,[45] Lego Marvel's Avengers,[37][46][47] Marvel Avengers Academy,[48] Marvel: Future Fight,[49] Marvel: Contest of Champions,[50] Lego Marvel Super Heroes 2,[51] Marvel Strike Force,[52] Marvel Ultimate Alliance 3: The Black Order,[53]Marvel Heroes.[54] e Avengers.
- Khan aparece na mesa de pinball inspirada nos Campeões de Zen Pinball 2.[55]